# Tetrix cenwanglaoshana
Tetrix cenwanglaoshana är en insektsart som beskrevs av Zheng, Z., G. Jiang och Jianwen Liu 2005. Tetrix cenwanglaoshana ingår i släktet Tetrix och familjen torngräshoppor. Inga underarter finns listade i Catalogue of Life.